# لغة غريس
غريس (بالإنجليزية: grace)‏ هي لغة برمجة حرة و مفتوحة المصدر للكمبيوتر موجهة أساسا للتعليم . تقرر إنشاء هذه اللغة الجديدة، سنة 2010 من طرف مجموع من المعلوماتيين من عدة جامعات عالمية .إلتقوا خلال ملتقى خاص بعلوم الكمبيوتر.
ولقد روعي عن انجاز هذه اللغة الامور التالية .
- البرمجيات البسيطة ينبغي أن تكون بسيطة.
- اللغة يجب أن تمتلك نموذجًا دلاليًا مفهومًا.
- اللغة يجب أن تدعم مُختلف طلبات وأوامر التعليم.
- أن تكون هذه اللغة متعددة الأغراض.

تم إنجاز المُترجم الخاص بهذه اللغة ويسمى ميني غريس minigrace.

## وصلات خارجية
- موقع المشروع
- مخزن مصادر المشروع
- صفحة تنفيذ البرامج مباشرة على الويب
- مقالة مفيدة